# Spinopilar friburguensis
Spinopilar friburguensis is een hooiwagen uit de familie Gonyleptidae.